# Nusa albibasis
Nusa albibasis là một loài ruồi trong họ Asilidae. Nusa albibasis được Ricardo miêu tả năm 1927. Loài này phân bố ở miền Ấn Độ - Mã Lai.